# SEES
『SEES』（シーズ）は、ゆずの通算17枚目のオリジナルアルバム。2022年6月29日にセーニャ・アンド・カンパニーより発売された。

## 概要
前半『PEOPLE』から3ヶ月という自身最短のスパンでリリースされる2022年2作目のオリジナルアルバム。
この2年の歩みの中で感じた想いをパッケージした前作『PEOPLE』の延長線上にありながら、そのさらに先の新たなゆず像を模索し、開拓していく楽曲が収められている。
前作『PEOPLE』を引っ提げての全国アリーナツアー「YUZU ARENA TOUR 2022 PEOPLE -ALWAYS with you-」で初披露された「君を想う」や、Netflixのリアリティシリーズ『未来日記』シーズン2主題歌として配信リリースされた「明日の君と」、楽天モバイルのCM曲にも起用されたOfficial髭男dism・藤原聡との共作曲「RAKUEN」などが収録されている。
アルバムのメインビジュアルは、現代美術家松山智一が、今回のアリーナツアーのために制作した全長12メートルの女神像「Mother Other (マザー・アザー)」で、撮影はRKが担当した。また、オリジナルアルバムのジャケットに2人の写真が使われているのは『リボン』以来のことである。
初回限定盤特典映像には、オリジナルアルバム2作品のコンセプトやリリースへの想いや4年ぶりとなる全国アリーナツアーに向かうまでの心境を語った撮り下ろしインタビューと秘蔵メイキング動画で構成されたドキュメントムービー「Talk about “SEES” -Making & Document-」と、2021年12月22日に開催された「ゆず 冬至の日ライブ 2021 in ノエビアスタジアム神戸」の映像を収録している。

## 収録曲
1. 君を想う
  - 作詞：北川悠仁 / 作曲：北川悠仁・蔦谷好位置 / Sound Produced by 蔦谷好位置 / Arranged by 蔦谷好位置 & KOHD

アルバム発売に先駆けて6月15日から先行配信されている。
柿本ケンサクが監督を務めたミュージック・ビデオにはKoki,が出演している[2]。
北川が「新たなゆずのスタンダード曲」と語る曲。
2. RAKUEN 
  - 作詞：北川悠仁・藤原聡 / 作曲：北川悠仁・藤原聡・蔦谷好位置 / Sound Produced by 蔦谷好位置 & UTA / Arranged by UTA & 蔦谷好位置

楽天モバイルCMソング（自身出演）
Official髭男dism・藤原聡との共作曲。
北川、藤原、蔦谷の3人で食事会をした際に楽曲制作の話題が持ち上がり、コロナ禍でもオンラインのやり取りで制作を進めた[3]。
3. 明日の君と
  - 作詞：宮下奈都 / 作曲：北川悠仁 / Sound Produced & Arranged by 釣俊輔

配信シングル。
Netflixリアリティシリーズ『未来日記』シーズン 2 主題歌
作家・宮下奈都に作詞を依頼した楽曲で、すべての歌詞を他作家が作詞するのはゆずの曲では初となる。
4. ゆめまぼろし
  - 作詞：岩沢厚治 / 作曲：岩沢厚治/ Arranged by 須藤優 & ゆず
5. むき出し
  - 作詞：北川悠仁/ 作曲：北川悠仁/ Arranged by 須藤優 & ゆず
6. AOZORA(YZ ver.) 
  - 作詞：北川悠仁 / 作曲：北川悠仁 / Arranged by トオミヨウ&ゆず

FM802×ナカバヤシ「ACCESSキャンペーン」2022年キャンペーンソングのセルフカバー。
北川が作詞作曲し、ゆず、石原慎也（Saucy Dog）、はっとり（マカロニえんぴつ）、林萌々子（Hump Back）、花村想太（Da-iCE）、Vaundyによるオリジナルユニット「THE HAJIMALS」の楽曲として4月から5月にかけてオンエアされていた。
7. イセザキ
  - 作詞：岩沢厚治 / 作曲：岩沢厚治 / Arranged by ゆず
8. Long time no see 
  - 作詞：北川悠仁 / 作曲：北川悠仁 / Sound Produced & Arranged by PRIMAGIC

2021 年開催のホールツアー「YUZU TOUR 2021 謳おう」で初披露されていた楽曲。
9. ゴールテープ
  - 作詞：北川悠仁 / 作曲：北川悠仁 / Sound Produced by 北川悠仁 & 須藤優

TEAM JAPAN公式応援ソング。
北川がアスリートを歌で応援したいという想いから2020年秋より制作していた楽曲で、まずはアスリートに聴いてもらいたいという想いから、東京オリンピック開催直前の2021年7月15日にJOCアスリートアプリで限定公開されていた[4]。一般向けには、東京五輪期間中にJOCの各公式SNSにて投稿されていたハイライト映像やダイジェスト映像に使用されていたほか、JOC各種事業でも活用されている。
音源としては初の商品化となるが、映像作品では『LIVE FILMS 謳おう 2021』にすでに収録されている。
10. Endroll~SEES~ 
  - 作曲：北川悠仁 & 蔦谷好位置/ Sound Produced by 蔦谷好位置

### 初回限定盤 (DVD・Blu-ray共通)
Talk about “SEES” -Making & Document-
ゆず 冬至の日ライブ 2021 in ノエビアスタジアム神戸
1. 嗚呼、青春の日々
2. 日だまりにて
3. 「バイバイ」
4. イコール
5. SEIMEI
6. 夏色
7. 栄光の架橋
8. そのときには

## 演奏
- 北川悠仁：Vocal, Acoustic Guitar, Tambourine
- 岩沢厚治：Vocal, Acoustic Guitar, Harmonica
- 蔦谷好位置：Programming & All Other Instruments (#1.2.10)
- KOHD
  - Programming (#1.10)
  - Electric Guitar, Acoustic Guitar, Add Chorus (#1)
  - All Other Instruments (#10)
- UTA：Programming & All Other Instruments (#2)
- 森光奏太：Electric Bass (#2)
- 佐々木貴之：Acoustic Guitar (#2)
- 松原ヒロ：Talkbox (#2)
- issei：Add Chorus (#2)
- 釣俊輔：Electric Guitar, Acoustic Guitar, Programming & All Other Instruments (#3)
- 種子田健：Electric Bass (#3)
- 岩澤駿
  - Percussions (#3.9)
  - Drums (#9)
- 吉田宇宙：Violin & Viola (#3)
- 林田順平：Cello (#3)
- 須藤優：Electric Bass, Programming & All Other Instruments (#4.5.9)
- 河村吉宏：Drums (#4.5)
- 真壁陽平：Electric Guitar (#4.5)
- 松本ジュン：Acoustic Piano & Organ (#4.5)
- トオミヨウ：Acoustic Piano, Programming & All Other Instruments (#6)
- 安達貴史：Electric Bass (#6)
- 石成正人：Electric Guitar (#6)
- 真部裕ストリングス：Strings (#6)
- FM802 DJ's：AOZORAコーラス隊 (#6)
- 斎藤有太：Keyboards (#7)
- PRIMAGIC：Programming & All Other Instruments (#8)
- 宮川剛：Drums (#8)
- 柳野裕孝：Electric Bass (#8)
- 生本直毅：Electric Guitar & Acoustic Guitar (#8)
- 西山隆行：Acoustic Guitar (#9)
- Kengo：Acoustic Piano (#9)